# 大阪女学院短期大学
大阪女学院短期大学（おおさかじょがくいんたんきだいがく、英語: Osaka Jogakuin Junior College）は、大阪府大阪市中央区玉造2丁目26-54に本部を置く日本の私立大学。1884年創立、1968年大学設置。大学の略称はウヰルミナ。

## 概観

### 大学全体
- 大阪府大阪市中央区に所在する日本の私立短期大学で、設置主体は学校法人大阪女学院[1]。
- 1968年に開学され、それ以来英語科のみの単科短大となっている。
- 学校法人大阪女学院（前身：ウヰルミナ女学校）は、1884年の創設以来、キリスト教教育を基盤に、初期の頃校長に就任したA.モルガンの残したことば、すなわち「すべてに於いて私たちが目指すことは、なんらかの方法で働く義務を悟り、正直に仕事をすることを誇りとし、日常生活の雑事を越えて、物事を見抜く力のある人間を形成する」ことを建学の目的に掲げ、125 年に及ぶ日本の女性教育に取り組んできた。
- 高等教育の分野では、1968年に短期大学(英語科)を開学し、以来、英語教育と教養教育を統合する先進的なカリキュラムを構築してきた。その結果、学生の自己認識、社会認識を育てるとともに、社会に積極的に関わる意欲を喚起するなど、大学における新しい英語教育、教養教育の展開モデルとして大きな成果を挙げ、今日では一定の評価を得るに至っている。根幹に据える「ミッション・ステートメント」のもと、教育の柱として重視するキリスト教教育、人権教育、英語教育と、専門的な職能にかかわる教育によって「新しい世代の女性がさらに自己の存在に目覚め、21世紀の人類社会が抱える諸課題の解決に、すぐれた英語運用力と専門的能力を駆使しつつ積極的にコミットする、そのようなリーダーシップの担い手として成長する」ことを目標にした教育を展開している。

## 建学の精神（校訓・理念・学是）
- 「すべてに於いて私たちが目指すことは、何らかの方法で働く義務を悟り、正直に仕事をすることを誇りとし、日常生活の雑事を超えて、物事を見抜く力のある人間を形成すること」[2]

### ミッションステートメント
- 本学は、キリスト教に基づく教育共同体である。その目指すところは、真理を探求し、自己と他者との尊厳に目覚め、確かな知識と豊かな感受性に裏付けられた洞察力を備え、社会に積極的に関わる人間の形成にある。
- This school is an educational community based on Christianity. Our aim is to raise up persons who search for truth, respect themselves and others, have the power of insight supported by accurate knowledge and rich sensitivity, and participate actively in society.

### ウヰルミナ女学校の目的
- 1893年より通算18年間、ウヰルミナ女学校の校長を務めたモルガンは、ウヰルミナ女学校の目的を次のように記している。「ミッションスクールの目的は、教育だけでなく、キリスト教教育です。これら二つの言葉が結ばれて、一つの理念になったものです。このような成果は、官立学校では得られません。・・・・・私たちの学校には、役に立つ訓練を、キリスト教の雰囲気と環境の中で与えることのできる教師がいます。すべてにおいて、私たちが目指すことは、なんらかの方法で働く義務を悟り、正直に仕事をすることを誇りとし、日常生活の雑事を越えて、物事を見抜く力のある人間を形成することです」。

### 教育および研究
- 大阪女学院短期大学には英語科が設置されており、国際的に通用するコミュニケーション能力や知性・教養を身につけることがねらいとなっていること。そのことから、読み書きのみならず聴いて話す英語教育に力をいれている。また、現代の日本や世界が抱える問題を題材に英語で読み書きしかつ考察して論議することで英語コミュニケーション能力の向上を計ったりもしている。留学制度も盛んである。

### 学風および特色
- 大阪女学院短期大学はキリスト教精神に基づく教育が行われており、授業の一環として礼拝がある。
- キリスト教教育ほか人権教育も重視されている。
- 英語教育に熱心なことで有名であり、近年稀に見る厳しい短大となっている。それゆえに2年で卒業できない学生も少なからずいるといわれるが、努力の成果が就職や進学によって現れている。
- 編入学・進学実績の欄にもあるように、名門大学への編入学実績が高いところにも特色がある。

## 沿革

### 略歴
- 1884年
  - 1月7日、米国カンバーランド長老教会外国宣教局のミッションスクールとして創設された。創設者は外国宣教局の教育事業責任者アレクサンダー・ヘール宣教師で、弟のジョン・バックスター・ヘール宣教師と協力して大阪市西区にあった旧川口居留地に開校した。その際に、最初の寄付をしたのが ウヰリアム・サウンダース（William Saunders） と、その妻 アーミナ（Ermina）であったことから、William と Ermina の名前を使って、Wilmina （ウヰルミナ）と名付けられた。
- 1886年
  - 9月初旬「大阪一致女学校」開校。大阪女学院のいまひとつのルーツである大阪一致女学校が、米国北長老教会宣教局のミッションスクールとして、教育宣教師のA.E.ガーヴィン（Ann E.Garvin）校長を創設者として、旧川口居留地の宣教師館で開校した。校名は、宣教局が大阪で創設した教会を一致教会と称したので、「大阪一致女学校」と名付けられた。翌年1月に西区土佐堀3丁目の旅館を借り、改装してそこに移転し、さらに1888年1月には西成郡清堀村に校舎を新築して移った。1892年4月大阪一致女学校の校名を浪華女学校と改称。
- 1904年
  - 4月1日　ウヰルミナ女学校と浪華女学校が合併。同じ教育方針を持つ大阪の二つの学校を合併し、校名は「ウヰルミナ女学校」を継承、校地校舎は浪華女学校に統合した。
- 1939年
  - この年からの皇民化政策で、外国人の名前に由来する校名の変更が必至となり、校名を「大阪女学院高等女学部」と改称した。

### 年表
- 1884年
  - 1月 ウヰルミナ女学校（維耳美那女学校）を開校。
- 1886年
  - 9月 大阪一致女学校開校。
- 1892年
  - 4月 大阪一致女学校の校名を浪華女学校と改称。
- 1904年
  - 4月 ウヰルミナ女学校と浪華女学校が含併。キャンパスは浪華女学校に統一され、学校名はウヰルミナ女学校となった。
- 1939年
  - 学校名を大阪女学院高等女学部に改称。
- 1968年
  - 2月3日 左記を以て短期大学の設置が文部省[注 1]より認可される[3]。
  - 4月1日 左記を以て大阪女学院短期大学が以下の学科体制にて開学[注 2]。
    - 英語科 入学定員100名[注 3]

  - 5月1日 学生数[7]/定員
    - 英語科 106[注釈 1]/100
- 1970年
  - 5月1日 学生数[8]/定員
    - 英語科 198[注釈 1]/200
- 1972年
  - 1月28日 専攻科の設置が認められ、以下の課程を設ける[9]。
    - 英語専攻 入学定員25名
- 1976年
  - 4月1日 英語科の入学定員を100→150に増員[注 4]。
  - 5月1日 学生数[13]/定員
    - 英語科 322[注釈 1]/250
- 1977年
  - 5月1日 学生数[14]/定員
    - 英語科 349[注釈 1]/300
- 1985年
  - 5月1日 学生数[15]/定員
    - 英語科 469[注釈 1]/300
- 1986年
  - 5月1日 学生数[16]/定員
    - 英語科 460[注釈 1]/300
- 1987年
  - 4月1日 英語科の入学定員を150→250に増員[注 5]。
  - 5月1日 学生数[22]/定員
    - 英語科 479[注釈 1]/400
- 1988年
  - 5月1日 学生数[23]/定員
    - 英語科 512[注釈 1]/500
- 1991年
  - 4月1日 英語科の入学定員を250→350に増員[注 6]。
  - 5月1日 学生数[26]/定員
    - 英語科 739[注釈 1]/600
- 1992年
  - 5月1日 学生数[注 7]/定員
    - 英語科 773[注釈 1]/700
- 1999年
  - 5月1日 学生数[29]/定員
    - 英語科 890[注釈 1]/700
- 2000年
  - 4月1日 英語科の入学定員を350→340に減員[注 8]。
- 2001年
  - 4月1日 英語科の入学定員を340→330に減員[注 9]。
- 2002年
  - 4月1日 英語科の入学定員を330→320に減員[注 10]。
- 2003年
  - 4月1日 英語科の入学定員を320→310に減員[注 11]。
- 2004年
  - 1月 平成16年度大学入試センター試験参加短期大学の1校となる[注 12]。
  - 4月1日 英語科の入学定員を310→150に減員[注 13]。
- 2012年
  - 4月1日 英語科の入学定員を150→100に減員[注 14]。
- 2014年
  - 1月 平成26年度大学入試センター試験参加短期大学の1校となる[45]。
- 2015年
  - 1月 平成27年度大学入試センター試験参加短期大学の1校となる[46]。
- 2016年
  - 1月 平成28年度大学入試センター試験参加短期大学の1校となる[47]。
- 2023年
  - 4月1日 英語科の入学定員を100→60に減員[1]。

## 基礎データ

### 所在地
- 大阪市中央区玉造2丁目26-54

### 交通アクセス
- 長堀鶴見緑地線玉造駅下車。1号出口より徒歩3分。
- JR西日本大阪環状線玉造駅下車。徒歩7分。

### 象徴
- 大阪女学院短期大学のカレッジマークは星の形をベースとしたものとなっている[注 15]

## 教育および研究
- 英語科としてディプロマ 短期大学士（英語）の授与を基礎とする学士課程教育により、目的の実現を期している。開設の目的は前項（「大学の現況及び特徴」）にも記したように、これからの新しい世代の女性が自己の存在に目覚め、すぐれた英語運用力と専門的能力を身につけ、多くの人々と協働して21世紀の国際社会や地域社会が抱えるさまざまな課題の解決に積極的にコミットすること、そのような意志とリーダーシップを身につけた女性を社会の担い手として学院から世界に送り出すこと、にある。その根底には学院創立者A.D.ヘール宣教師をはじめ、創設期の指導者たちが追い求めた建学の精神と、本学が教育課程の基礎として掲げる全人形成、それを内外に表明する「ミッション・ステートメント」がある。

### 大阪女学院の教育
- 大阪女学院のミッションステートメントはその冒頭に、「本学はキリスト教に基づく教育共同体である」と記されている。「キリスト教に基づく」とは、聖書が示す人間観に基づく、と言い直すことができる。J・Bヘール宣教師は、「日本人が今まで教えられてきた哲学には、独立した単位としての“人格”という概念はない」と、本国に書き送っている。当時、単位と言えば家であり、藩であり、国であり、人間はそれらに属するものとされていた。一人ひとりが神によって造られたかけがえのない尊い存在であって、自ら選び、自ら行動し、自ら責任を引き受ける、まことの自由をもった人格としての存在であるとする観念は、当時の日本人には理解しがたいものだったのだ。創設者の課題は時代への挑戦であり、意識革命であった。それはある意味では今も続いている。
- 大阪女学院の教育は、人格的存在としての人間形成を目標としている。もとより、あれができ、これができ、役割が果たせる人間、いわゆる機能的存在としての人材の育成は、一般的には大学の重要な使命であろうが、それとともに人格的存在としての人間形成に深く意を用いているところに、大阪女学院の際立つ特徴がある。開校以来、大阪女学院では宣教師が校長を務めていたが、最初の日本人校長・森田金之助にまつわるエピソードは、そのあたりの事情をよく物語っている。あるとき、生徒の一人が問題を起こした。その公表のしかたによっては、生徒の名誉か、学校の名誉かが著しく損なわれる事件であった。どう扱うかと思案する関係者に、森田は毅然として言い渡したという。「生徒の名誉か、学校の名誉か、そのどちらかを選ばなければならないときは、躊躇することなく生徒の名誉を尊重しなさい」。神によって一人の人間に与えられた生命、身体、自由、名誉を徹底して尊重する信念の表れにほかならない。
- 教育共同体とは、共同して教育に当たるという意味と同時に、学生・生徒・教職員、関わる者すべてが互いに出会いを経験し、共に学び、共に育ち、共に生きていくという意味を色濃く含んでいる。関わる者すべてが、共に学び合う協力態勢をさし、かけがえのない私、同じようにかけがえのない存在としての他者、互いに相手を手段としない、このような理解は愛の関わりの中で実現される、という聖書の教えを基本としている。人間覚醒は自己への目覚めであり、同時に、他者、人間をめぐる環境、歴史的社会環境への目覚めでもある。そして、深いところでの人間の解き難い問題性に気づくことを教育の中心においている。

### 英語教育
- 大阪女学院では、1）じぶんの生きる根拠をより明確にし、アイデンティティを確立するとともに、2）平和、人権、環境、多文化共生など、21世紀の人類社会が抱える諸課題を学び、世界の人びとと認識を共有し、3）国際的専門職業人として社会に積極的に関わることのできる力とリーダーシップを身につけるための教育がなされている。特に教養教育を中心とし、その過程において課題の発見・解決、目的の選択、方向の転換などを可能にする思考力や理解力、創造力をもたらす教育がなされている。国際・英語学部では、これら高等教育の普遍的な目標を実現するため、言語の枠を越えて、教養教育、専門教育、そして英語教育の統合を図るカリキュラムをつくり上げている。核となる英語教育においては、グローバルなレベルでの英語のコミュニケーション能力の獲得を可能にするため、1）英語によるコンテンツベースの授業展開、2）少ない人数による習熟度別クラス展開、3）授業サポートのためのセンターの常設、4）英語スキル目標達成のための英語診断テストに基づく補完教育、5）IT化された授業体制、6）セメスタ留学、の充実が図られている。
- 教育の特色として学部名にあるような「高度な英語運用力の育成」があげられる
- 以下は英語スキルの達成目標である
  - 2年次修了までの目標として、TOEIC 700点　または、CBTOEFL 200(TOEFL 533)点

### 人権教育
- 特にこれから他の文化と接触し、その中で生きる人たちと関わることを専一にする上では、他者、わけても世界の人たちに関わるという姿勢が、一人ひとりの基本的な姿勢となる。そして、その関わりも通りいっぺんのものではなく、真に意味のあるものにしようとすれば、双方のおかれている状況や、抱えている問題についての認識が必要となってくる。それらの問題の中で、とりわけ基本的な問題のひとつが人権問題である。世界中に存在するさまざまな人権問題を素通りしては、外国の人びとと真の交流はできない。また、日本国内の人権問題についても諸外国から鋭い注目が集められている今日、この問題について、何も考えていないということであれば、同様に意味ある出会いが実現できないことは明らかである。このような上記の視点に立ち、大学では、開学6年目の1973年に実施した人権に関する講座を出発点として、その後、学習の場を可能な限り多く設けるように努めている。社会が多文化化しつつある今日、どのように異なりを越えて他者とのゆたかなつながりを共創していくか、また自己実現を可能にしていくか。差別の実態や社会構造を学ぶとともに、"人権文化"の視点を取り入れながら、様々なテーマを設け開講している。

### キリスト教教育
- すべての教育は人格形成が目的である。大阪女学院では創設以来、一貫してキリスト教の精神にもとつく人格形成をめざしてきている。キリスト教の精神にもとつく人格形成といっても、それはキリスト教信徒になることを求めるものではない。一人ひとりの学生が、自分自身の存在の究極的な価値に気づき、人間として自他の尊厳を自覚し、他者のために共に働くことができるような人間として成長し、社会に出ていくことができるように助力することを意味している。人間一人ひとりには自分に固有な、他の何をもってしても替えることのできないオリジナルな存在価値があること、つまり「何ができるか」ということで個人の値うちが決まるのではなく、存在そのものに価値があるということに、一人ひとりの学生が気づき、人間関係を見つめ直すための教育が成されている。真に人らしい生き方とは何かを真剣に考え、それにもとついて判断し、行動する。そのような人間性を培うために用意されるさまざまなキリスト教プログラムが、一人ひとりにとって生きる意味を問う機会となり、それらが将来に向けての「心の糧」となるように準備されている。

### 編入学サポート
- 編入学サポート体制は学生に編入学する意味や志望動機を明確にさせることを中心に据えて随時ガイダンスや個人面談を行っている。一般には編入学することを目的にしがちであるが、いうまでもなく編入学すること自体が目的にはならない。その先にある目標を明らかにしておくことが重要であり、後半2年間の大学生活を実りあるものにする土台を形成する教育がおこなわれている。その準備として次の1〜4を考えるポイントとしてサポートが成されている。（1）なぜ、編入をするのか。（2）学びたい学問領域とその理由。（3）学びたい大学・学部とその理由。（4）四年制大学卒業後の進路について。

学生は興味関心のある学問領域に関連する参考文献を読み、教員による個人面談等を通じて、自分の考えを深め、専門分野を決めていく。その上で志望大学・学部・学科を選び、受験の準備をすすめていく。出身者は、心理学、人間科学、教育学、法律学、政治学、政策学、国際関係学、経営学、経済学、社会学、福祉学、言語学、日本語学、考古学、古代史、神学など、人文社会科学系の分野に編入学を果たしている。最近ではその後大学院に進学しているものもいる。このように多様な学問領域に編入学する背景には、英語を使って現代の国際社会の抱える諸問題を学ぶことを通じ、人権、ジェンダー、貧困、格差、環境破壊等々に対する問題意識に目覚めて、さらに知りたい、学びたいという内発的動機に促されていること、それらにプラス英語力がつくことも大きな強みになっている。

#### 学科
- 英語科 入学定員60名[1]

#### 専攻科
- 英語専攻 入学定員25名[49]
  - 短大で学んだ英語力をさらに向上させることを望む学生のために設置された課程。TOEFL520点以上の成績が要求されていた。

##### 取得資格について
- 教職課程として中学校教諭二種免許状（英語）がある[注 16]。

### 研究
- 『大阪女学院短期大学紀要』[51]

### 教育
- 特色ある大学教育支援プログラム
  - 2003年9月に選定されている。

### 奨学金
- 大阪女学院独自の奨学金（給付）
  - 特別給付奨学金
  - 大阪女学院大学（同短期大学）グルーブ・ライダースカラシップ
  - 大阪女学院大学（同短期大学）奨学金
- 大阪女学院独自の奨学金（貸与）
  - 大阪女学院大学貸与奨学金
- 日本学生支援機構奨学金（貸与）
  - 第一種奨学金（無利子）
  - 第二種奨学金（有利子）
- 学外奨学金（その他）
  - 小野奨学金（学内選考による推薦）
  - 東大阪奨学金
  - あしなが奨学金
  - 朝鮮奨学金

## 学生生活

### 部活動・クラブ活動・サークル活動
- 大阪女学院短期大学のクラブ活動
  - 体育系：合気道・空手道・バスケットボール・テニス・バレーボール・ダンス・野球・陸上競技・バドミントンなどがある。
  - 文化系：オカリナ・ゴスペル・茶華道・美術・フォークソング・ボランティアなどがある。

### 学園祭
- 大阪女学院短期大学の学園祭は毎年、概ね11月に行われている。「ソングコンテスト」やアクロバットプレーが催される。

## 大学関係者と組織

### 大学関係者一覧

#### 出身者
- 山野さと子：童謡歌手

## 施設

### キャンパス
- 短期大学　英語科（大阪府大阪市中央区玉造2丁目26番54号）

　その他　中学校・高等学校・大学・大学院 同キャンパス内に併設
- 大阪環状線の中に位置しながら、キャンパス内は多くの緑に恵まれ「ウヰルミナの森」と呼ばれている。1992年、大阪府緑化施設景観賞（みどりの景観賞）を受賞。「校庭緑化のみにとどまらず地域における緑の景観にも寄与し、沿道緑化へ貢献しており、正門からの前庭や各建物間なども特色ある緑化がなされている」と評価を受けた。また、2007年には、大阪都市景観建築賞（まちなみ賞）特別賞を受賞。「長い歴史の中でキャンパスの整備が継続され、周辺の街並みと一体となって豊かな教育環境を形成している」と高く評価された。
- 125周年記念事業の一環で整備された正門南側の池には鯉や亀が生息し、2009年9月、せせらぎにゲンジボタルの幼虫500匹を放流。翌2010年夏、羽化した成虫が姿を現した。
- ウィリアム・メレル・ヴォーリズ（William Merrell Vories）の設計監理により1951年に建設されたヘールチャペルは、2004年、適切な維持保全と優れた改修を行った建築物を表彰するBELCA賞（ロングライフ部門）を受賞している。

### 施設
- チャペル
- 図書館
- プール
- 体育館
- 学生食堂
- 購買部
- グラウンド
- 体育館
- テニスコート
- 短大キャンパス

## 対外関係

### 国際・学術交流等協定校
- アメリカ合衆国
  - ノースセントラル・カレッジ（イリノイ州・シカゴ）
  - ランドルフ・カレッジ（バージニア州）
  - ラドフォード大学（バージニア州）
  - イースタン・メノナイト大学（バージニア州）
  - ヘンドリックス・カレッジ（英語版）（アーカンソー州）
  - ノースウェスタン・カレッジ（アイオワ州）
  - スティーヴンス・カレッジ（ミズーリ州）
- 大韓民国
  - 梨花女子大学（ソウル）
- 中華人民共和国
  - 香港バプティスト大学（香港）
- 台湾
  - 元智大学（桃園県）
- オーストラリア
  - ディーキン大学（ビクトリア州）
- ニュージーランド
  - リンカーン大学（クライストチャーチ）
- マレーシア
  - マラ工科大学（セランゴール州）

### 系列校
- 大阪女学院大学

## 社会との関わり
- 「ウヰルミナエンジェルズ」と称した団体では、バングラデシュの子ども支援が行われている。

## 卒業後の進路について

### 編入学・進学実績
- 編入実績は非常に高く、高等学校の進路指導でも有名である。系列の大阪女学院大学ほか北海道大学・東京外国語大学・京都大学・京都教育大学・大阪大学・大阪外国語大学・神戸大学・奈良女子大学・金沢大学・名古屋大学・和歌山大学・三重大学・滋賀大学・岡山大学・広島大学・香川大学・愛媛大学・長崎大学・京都府立大学・大阪府立大学・奈良県立大学・神戸市外国語大学・法政大学・上智大学・同志社大学・同志社女子大学・立命館大学・関西大学・関西学院大学・甲南大学・大阪女子大学・兵庫県立大学・法政大学・南山大学・京都外国語大学・京都産業大学・京都女子大学・桃山学院大学・京都精華大学・神戸松蔭女子学院大学・姫路工業大学など多数ある[52]。